# Batalla de Sahagún
La batalla de Sahagún va ser una batalla de la Guerra del Francès

## Antecedents

Campanyes franceses

A finals de 1807, Napoleó va decidir que la monarquia de Carles IV, aliada però independent, era ja de molt escassa utilitat i que seria molt més convenient per als seus designis la creació d'un Estat satèl·lit, i el Tractat de Fontainebleau de 1807, que van firmar autoritzava les tropes napoleòniques a creuar Espanya per tal d'envair Portugal.
Les primeres tropes franceses entren a Espanya per Catalunya el 10 de febrer de 1808, van prendre Pamplona el 16 de febrer, i el general Joachim Murat va arribar a Burgos el 13 de març de 1808 camí de Madrid per obtenir la seva adhesió. L'abril de 1808 Napoleó després d'aconseguir l'abdicació de Carles IV i Ferran VII a Baiona, va nomenar rei el seu germà Josep I Bonaparte.
Iniciada la revolta amb l'aixecament del 2 de maig de 1808 i les renúncies successives de Carles IV i el seu fill Ferran al tron d'Espanya en favor de Napoleó, amb la derrota de les tropes napoleòniques el juliol a la batalla de Bailèn, l'arribada dels anglesos i la reorganització dels exèrcits espanyols que planejaven l'atac de Madrid va forçar el rei Josep I Bonaparte a abandonar Madrid i retirar tot l'exèrcit més enllà de l'Ebre.
Napoleó va haver de tornar a Espanya de nou amb un nombrós exèrcit per consolidar el seu domini i ordenà al mariscal Claude Victor Perrin, i al general François Joseph Lefebvre que bloquegessin Blake mentre ell avançava cap a Burgos Napoleó es dirigí de Vitòria a Madrid, derrotant els espanyols a Gamonal. Els espanyols van ser incapaços d'expulsar els francesos per la seva derrota a la batalla de Tudela el 23 de novembre i els francesos avançaren de nou sobre Madrid. Derrotaren pocs dies després els espanyols a la batalla de Somosierra, i entraren a la capital el 4 de desembre, mentre Saragossa era assetjada.
John Moore va prendre el comandament de les forces britàniques a la península Ibèrica després que Harry Burrard, Hew Whitefoord Dalrymple i Arthur Wellesley haguessin de tornar a Londres per fer front a una investigació sobre la Convenció de Sintra. Després de prendre Madrid, Moore va atreure Napoleó, que va anar en la seva persecució cap al nord tot retirant-se cap als ports d'embarcament de La Corunya i Vigo. En novembre, les unitats de Moore arriben a Salamanca i poc després es reforcen a Mayorga amb dos batallons dirigits por el general Baird que havien desembarcat l'octubre en La Corunya, en total 25.000 homes d'infanteria, 2.450 de cavalleria, 1.297 d'artilleria i 66 canons. Abans de començar la retirada, volia atacar Soult i envià la cavalleria de Henry William Paget de reconeixement per davant de la infanteria.

## Batalla
Henry William Paget va ordenar al 10è d'hússars entrar a Sahagún, ocupada per una força de cavalleria francesa, mentre anava a l'altre punta de Sahagún amb el 15è d'hússars per atrapar als francesos, però el general John Slade es va endarrerir amb el desè hússars i la cavalleria francesa va detectar la proximitat de la cavalleria britànica i poder escapar de la ciutat cap a l'est. A la llum de l'alba, els regiments francesos, veient el 15è d'hússars al sud, es van formar en dues línies amb el 1er provisional de caçadors al front i el 8è de dragons al darrere. Inusualment, la cavalleria francesa va rebre la càrrega dels hússars britànics mentre es trobava aturada i va intentar detenir-la amb foc de carrabina.
El 15è d'hússars van carregar per 400m de terra nevada i glaçada. Feia tant fred que els hússars vestien les pellisses en comptes de fer-les caure a sobre les espatlles, i molts duen capes sobre tot i les mans entumides amb prou feines podien agafar regnes i sabres. L'impacte quan els hússars es van trobar amb els perseguidors va ser terrible i la càrrega va travessar als caçadors arribant als dragons que hi havia al darrere. La força francesa es va trencar i es va dirigir cap a l'est amb els britànics en persecució. Molts genets francesos van ser presos a un preu molt reduït per als 15è d'hússars. Dos tinents coronels francesos van ser capturats i els caçadors van tenir tantes baixes que van deixar d'existir com a regiment viable. El 10è d'hússars va aparèixer durant la persecució, però inicialment fossin confosos per cavalleria francesa. Això va fer que els 15 hússars trenquessin la seva tasca i haguessin de tornar a formar-se, posant fi a l'acció.

## Conseqüències
Paget va seguir atacant l'avantguarda francesa, derrotant-la de nou a la batalla de Benavente el 29 de desembre, i Napoleó va seguir perseguint John Moore fins Astorga l'1 de gener i va ordenar a Soult que continués la persecució de Moore, que es va veure obligat a evacuar la península, fins que la trobada entre els dos exèrcits es va produir en el pla d'Elviña, als afores de la ciutat de La Corunya, en la qual es trobaven fondejats els vaixells de la Royal Navy disposats per a l'evacuació. Lluny d'actuar com un exèrcit derrotat i delmat, les tropes britàniques es van protegir l'evacuació rebutjant els atacs francesos.
El rearmament austríac que acabaria amb la guerra de la Cinquena Coalició provocà que Napoleó marxés de Valladolid el 17 de gener, arribant a París el 23 de gener i va ordenar al mariscal Soult que envaís Portugal des del nord. Els britànics van tornar a la península per Portugal a l'abril de 1809 amb tropes de refresc, nous aprovisionaments i un nou comandant, Arthur Wellesley.